# Kap Sørlle
Kap Sørlle ist ein kliffartiges Kap am südlichen Ende der Fredriksen-Insel im Archipel der Südlichen Orkneyinseln.
Entdeckt und grob kartiert wurde es von den Kapitänen George Powell (1794–1824) und Nathaniel Palmer im Dezember 1821. Wissenschaftler der britischen Discovery Investigations nahmen 1933 eine neuerliche Kartierung vor und benannten das Kap nach dem norwegischen Walfängerkapitän Petter Sørlle (1884–1933), der zwischen 1912 und 1913 weitreichende Vermessungen der Südlichen Orkneyinseln vorgenommen hatte.